# Mads Hermansen
Pour les articles homonymes, voir Hermansen.
Mads Hermansen, né le 11 juillet 2000 à Odense au Danemark, est un footballeur danois qui évolue au poste de gardien de but à West Ham United.

## Biographie

### Carrière en club

#### Brøndby IF
Né à Odense au Danemark, Mads Hermansen commence le football au Næsby Boldklub (en), où il joue alors joueur de champs jusqu'à l'âge de dix ans. Une blessure l'incite à jouer dans les cages, où il s'impose. Il rejoint ensuite le Brøndby IF, où il poursuit sa formation et alors qu'il s'est imposé comme un titulaire avec l'équipe U17 du club, il prolonge son contrat de deux ans le 20 mars 2017.
En 2021, après le départ de l'habituel gardien titulaire, Marvin Schwäbe, il est nommé gardien titulaire du Brøndby IF. Avec ce club il participe à son premier match de Ligue des champions, étant titularisé le 17 août 2021 face au Red Bull Salzbourg (défaite 2-1 de Brøndby). Devenu un joueur important au sein de l'effectif des bleus et jaunes, Hermansen prolonge le 14 mars 2022, signant avec son club formateur jusqu'en juin 2025.

#### Leicester City
Le 18 juillet 2023, Mads Hermansen rejoint l'Angleterre afin de s'engager en faveur de Leicester City. Il signe un contrat courant jusqu'en juin 2028,.
Il joue son premier match sous ses nouvelles couleurs le 6 août 2023, à l'occasion de la première journée de la saison 2023-2024 de Championship face à Coventry City. Il est titularisé et son équipe s'impose par deux buts à un,. Hermansen est titulaire tout au long de la saison et ses performances lui permettent d'être nommé dans le onze type de la saison en Championship. Il contribue ainsi à la promotion de Leicester, le club retrouvant l'élite du football anglais un an après l'avoir quittée, en terminant champion de deuxième division.

#### West Ham United
Le 9 août 2025, Mads Hermansen rejoint West Ham United et signe un contrat de cinq ans, soit jusqu'en juin 2030, avec une année supplémentaire en option. Le transfert est estimé à 20 millions de livres,.

### En sélection
Entre 2016 et 2017, Mads Hermansen représente l'équipe du Danemark des moins de 17 ans pour un total de quatre matchs joués. Le premier le 6 septembre 2016 contre le Monténégro en étant titularisé (2-0 score final).
Hermansen reçoit neuf sélections avec les moins de 19 ans entre 2018 et 2019.
En novembre 2020, Mads Hermansen est convoqué pour la première fois avec l'équipe du Danemark espoirs. Le 17 novembre, il figure pour la première fois sur le banc des remplaçants des espoirs, mais sans entrer en jeu, lors d'une rencontre face à la Roumanie. Ce match nul 1-1 rentre dans le cadre des éliminatoires du championnat d'Europe 2021. Par la suite, il est retenu afin de participer à la phase finale de l'Euro espoirs organisée en Hongrie et en Slovénie. Lors de cette compétition, il doit se contenter du banc des remplaçants et ne joue aucun match. Le Danemark s'incline en quart de finale face à l'Allemagne, après une séance de tirs au but.
Le 14 mars 2023, Mads Hermansen est convoqué pour la première fois avec l'équipe nationale du Danemark par le sélectionneur Kasper Hjulmand. Il ne joue toutefois aucun match lors de ce rassemblement.
Le 30 mai 2024, Hermansen figure dans la liste des 26 joueurs danois retenus par Kasper Hjulmand pour participer à l'Euro 2024,.

### En club
- Leicester City
  - Champion d'Angleterre de D2 en 2024.

### Distinctions personnelles
- Membre de l'équipe-type de D2 anglaise en 2024[21].

## Statistiques
| Saison                | Club                  | Championnat           | Championnat | Championnat | Coupe nationale | Coupe nationale | Coupe de la Ligue | Coupe de la Ligue | Compétition(s) continentale(s) | Compétition(s) continentale(s) | Compétition(s) continentale(s) | Total | Total |
| Saison                | Club                  | Division              | M.          | B.          | M.              | B.              | M.                | B.                | Comp.                          | M.                             | B.                             | M.    | B.    |
| 2020-2021             | Brøndby IF            | Superligaen           | -           | -           | 1               | 0               | -                 | -                 | -                              | -                              | -                              | 1     | 0     |
| 2021-2022             | Brøndby IF            | Superligaen           | 29          | 0           | 2               | 0               | -                 | -                 | C1+C3                          | 2+5                            | 0+0                            | 38    | 0     |
| 2022-2023             | Brøndby IF            | Superligaen           | 27          | 0           | -               | -               | -                 | -                 | C4                             | 4                              | 0                              | 31    | 0     |
| Sous-total            | Sous-total            | Sous-total            | 56          | 0           | 3               | 0               | -                 | -                 | -                              | 11                             | 0                              | 70    | 0     |
| 2023-2024             | Leicester City        | Championship          | 44          | 0           | -               | -               | -                 | -                 | -                              | -                              | -                              | 44    | 0     |
| 2024-2025             | Leicester City        | Premier League        | 27          | 0           | 1               | 0               | -                 | -                 | -                              | -                              | -                              | 28    | 0     |
| Sous-total            | Sous-total            | Sous-total            | 71          | 0           | -               | -               | -                 | -                 | -                              | -                              | -                              | 71    | 0     |
| 2025-2026             | West Ham United       | Premier League        | 1           | 0           | -               | -               | -                 | -                 | -                              | -                              | -                              | 1     | 0     |
| Sous-total            | Sous-total            | Sous-total            | 1           | 0           | -               | -               | -                 | -                 | -                              | -                              | -                              | 1     | 0     |
| Total sur la carrière | Total sur la carrière | Total sur la carrière | 128         | 0           | 4               | 0               | -                 | -                 | -                              | 11                             | 0                              | 143   | 0     |